# Канале (Ђенова)
Канале је насеље у Италији у округу Ђенова, региону Лигурија.
Према процени из 2011. у насељу је живело 55 становника. Насеље се налази на надморској висини од 781 м.